# Into the Woods
Into the Woods – pierwszy minialbum islandzkiej indiepopowej grupy Of Monsters and Men, wydany został 20 grudnia 2011 roku przez wytwórnię Universal Music Group. Na minialbumie znalazły się cztery utwory, które potem pojawiły się na debiutanckim albumie studyjnym grupy. 

## Lista utworów
1. "Little Talks"
2. "Six Weeks"
3. "Love Love Love"
4. "From Finner"

## Notowania
| Kraj              | Lista              | Pozycja |
| ----------------- | ------------------ | ------- |
| Stany Zjednoczone | Billboard Hot 100  | 148     |
| Stany Zjednoczone | Alternative Albums | 18      |
| Stany Zjednoczone | Rock Albums        | 23      |